# Thomas Lo Siu Chung
Thomas Lo Siu Chung (China, Hong Kong, 1943) é um mestre de kung fu dedicado especialmente à prática conhecida como Wing Chun, que divulgou no Brasil a partir da década de 1970.

## Biografia
Thomas Lo Siu Chung nasceu em Hong Kong, China em 1943.
Iniciou seu treino de kung fu logo cedo praticando Hung Kuen com seus tios em Hong Kong. 
Interessado em técnicas de kung Fu conheceu na faculdade em Hong Kong Wong Wai Chung (Greco Wong), tornando-se seu discípulo direto. 
Em Hong Kong mestre Lo teve sua técnica avaliada pelo já falecido mestre Lok Yu. 
Fora apresentado também a outros mestres de Wing Chun como Leung Sheung. Interessou-se também pelo aprendizado de técnicas de outros estilos internos como Tai Chi Chuan, Pa Kua e treino com armas tradicionais do kung fu como: wu tip do (faca borboleta), seung dan do (duplo facão tradicional), dan do (facão tradicional), cheun (lança), gim (espada) e Kwan (bastão Longo). 

### Mudança para o Brasil
Imigrou para o Brasil em 1969.
Em 1972 introduziria o estilo de wing chun kuen na cidade de Serra Negra, no estado de São Paulo, lecionando no clube local.
Posteriormente se estabeleceu na cidade de São Paulo, onde montaria academia na rua Augusta em 1976. 
Nesta época recebeu como alunos Jose Clovis Lemes, Jose Adami, Francisco Dias, Sidney Assis e outros. O ensino de Jose Clovis Lemes e Jose Adami foi feito inicialmente de forma particular no apartamento do Mestre Lo e sua esposa Tami. 
Clovis Lemes apresentou Mestre Lo ao Corpo Consular Britânico, onde o Mestre passou a trabalhar com ele e Jose Adami por muitos anos. 
Francisco Dias se tornou o praticante mais assíduo dessa fase em diante.
Em 1987 Mestre Thomas Lo volta a ensinar publicamente na Associação Paulista de Tai Chi Chuan, no bairro de Pinheiros, São Paulo.
Neste ano, torna-se seu aluno Erasmo Deterra, natural da Bahia, recém-chegado do Rio de Janeiro (Sociedade Budista do Brasil).
Em 1996, a convite do sifu Lo Siu Chung, Deterra passa a integrar a Família Lo de Wing Chun Kung Fu. Erasmo Deterra mantém em sua cidade Xique-Xique-BA a Escola Tradicional de Arte Marcial Chinesa.
Em 1996 Thomas Pinheiro (praticante de wing chun desde 1982 e ensinando desde 1989) torna-se seu discípulo, mantendo treinamento tradicional, com aprendizado direto com mestre Lo até os dias de hoje. Durante os anos de 1996 a 2003 o consultório do mestre Lo como aulas especiais mantiveram-se no espaço Núcleo de Artes Orientais com ensino de wing chun a cargo de Thomas Pinheiro supervisionado pelo mestre Lo. Desde 2005 juntamente com seus discipulos Francisco Dias e Thomas Pinheiro participa da banca examinadora dos alunos da Wing Chun Kuen Pinheiros.

## Medicina chinesa
Mestre Lo se aposentou do Consulado e atualmente (2008) mantem um centro de terapia chinesa em que exerce a prática de acupuntura, moxabustão, tui na e utilização de ervas medicinais chinesas, como acupunturista graduado na China, em seu espaço, "Si Yuen Ton" em Pinheiros, São Paulo. 
Integra a diretoria da AZYMEC (Associação Zhong-Yi-Yao de Medicina Chinesa do Brasil), filiada à World Federation of Chinese Medicine Societies tendo participado, a convite do Governo Chinês, de simpósios em território chinês.

## Outros trabalhos
Mestre Thomas Lo também ocupou o cargo de representante da Cheung Kwok Tai Wushu Association (associação de kung fu que reside em Hong Kong, da qual preside o mestre de kung fu dragão; Cheung Kwok Tai) entre os anos de 1996 a 1998 no Brasil.

## Reconhecimento
Mestre Thomas (Lo Siu Chung) é reconhecido, por outros mestres e alunos, como sendo um dos poucos mestres respeitáveis que ensina Wing Chun Kuen tradicional, sem praticamente variações, no Brasil e no Mundo.